# Volksbank an der Niers

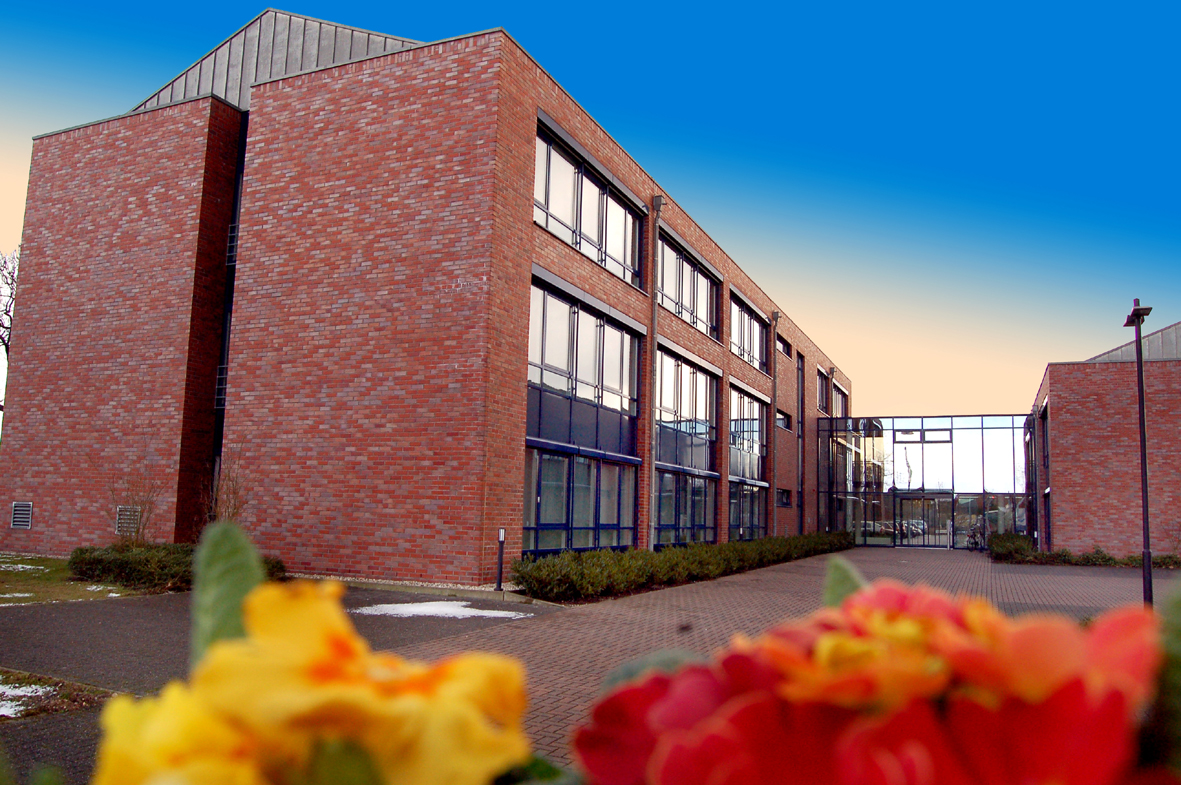
Verwaltungsgebäude der Volksbank an der Niers eG

Die Volksbank an der Niers eG ist eine Bank in der Region Niederrhein mit juristischem Sitz in Kevelaer. Der Verwaltungssitz befindet sich in Geldern. Mit knapp 370 Mitarbeitern, rund 54.000 Mitgliedern und ca. 100.000 Kunden erzielte die Bank im Jahr 2022 eine Bilanzsumme von fast 3 Mrd. Euro. In 20 Geschäftsstellen werden die Kunden und Mitglieder beraten.

## Geschichte
Am 17. Mai 1896 kamen in Issum im Lokal Haak einige Bürger der Gemeinde zur Gründung der Issumer Spar- und Darlehnskassen-Vereins eGmuH zusammen. Initiiert wurde diese Gründung u. a. von Hauptlehrer August Bogun und Kaufmann Stephan Nolden. An der Versammlung nahmen 60 Personen teil. Nolden wurde zum Vorsitzenden des Vorstandes und Ferdinand Held zum Aufsichtsratsvorsitzenden gewählt. Das Amt des Rendanten übernahm August Bogun. Nachdem im September 1920 der Küster der katholischen Kirche in Issum, Heinrich Aegenheyster, zum neuen Rendanten gewählt worden war, verlegte man die Geschäftsstelle in die Küsterei über der Gaststätte neben der katholischen Kirche. 1928 erwarb die Genossenschaft das Haus Neustraße 33 zum Preis von 12.000 Mark. Das angestiegene Geschäftsvolumen und die parallel aufgestockte Mitarbeiterzahl machten schließlich ein neues, größeres Geschäftslokal notwendig. 1957 bezog die Genossenschaft schließlich einen Neubau an der Schulstraße. 1959 übernahm der Sohn von Heinrich Aegenheyster, Heinz, die Geschäftsführung.
1969 bilanzierte die Spar- und Darlehnskasse eGmbH Issum 14 Mio. DM, setzte 149 Mio. DM um, führte 5.815 Konten und hatte 1.200 Mitglieder. 1970 fusionierte die Genossenschaft mit den Nachbargenossenschaften aus Sevelen und K(C)apellen sowie aus Vernum. Nach dieser großen Fusion belief sich die Bilanzsumme auf 34,8 Mio. DM und der Umsatz auf 203 Mio. DM. Die Mitgliederzahl betrug 2.417. Die Genossenschaftsbank führte nach der Fusion 14.581 Personenkonten. 1971 eröffnete die Genossenschaft eine Filiale in Geldern. Im Laufe der Jahre mussten immer mehr Verwaltungsabteilungen aus Platzgründen aus der Issumer Geschäftsstelle ausgegliedert werden. Die Abteilungen wurden dann im Gebäude in Geldern untergebracht, wodurch der Standort Geldern immer mehr an Bedeutung gewann. 1974 wurde der Name daraufhin in Volksbank eG Geldern geändert. 1976 folgte die Fusion mit der Spar- und Darlehnskasse Veert. 1980 bilanzierte die Volksbank eG Geldern 180 Mio. DM. Die Volksbank eG Geldern hatte 5.854 Mitglieder, unterhielt fünf Geschäftsstellen und eine Zahlstelle. Die Kundenzahl belief sich auf 20.300. Auf Beschluss der Vertreterversammlung vom 26. März 1992 wurde die Genossenschaft in Volksbank Gelderland eG umfirmiert. Diese Umbenennung war die Konsequenz aus der Fusion mit der Vereinsbank eG in Straelen nach Maßgabe des Vertrages vom 5. Dezember 1991 sowie mit der Volksbank eG in Kerken. Die Volksbank Kerken eG hatte bereits während ihrer Selbstständigkeit 1986 die Bezugs- und Absatzgenossenschaft Kerken übernommen. 100 Jahre Partnerschaft. 1891–1991. Volksbank Geldern. Zgl. Geschäftsbericht 1990.
Auf Beschluss der Vertreterversammlung vom 27. Mai 1999 sowie auf Beschluss der Generalversammlung der Volksbank Walbeck eG vom 11. März 1999 verschmolzen die Genossenschaften auf der Grundlage des Verschmelzungsvertrages vom 16. Juni 1999. Am 19. Dezember 2005 unterzeichneten die Vorstände und Aufsichtsräte der Volksbank Goch-Kevelaer eG und der Volksbank Gelderland eG in der Mühle an der Niers bei Schloss Wissen den Fusionsvertrag. Nach der Fusion firmierte die Genossenschaft in Volksbank an der Niers eG um. Die Volksbank an der Niers eG bilanzierte 2006 1.590,8 Mio. Euro, hatte 41.849 Mitglieder und beschäftigte 354 Mitarbeiter.

### Spar- und Darlehnskasse Sevelen
Der Spar- und Darlehnskassen-Verein eGmuH Sevelen wurde am 23. April 1893 vorwiegend von Landwirten aber auch von einigen Handwerkern und Kaufleuten gegründet. Peter Ballmanns wurde zum Vorstandsvorsitzenden und Peter Baumanns zum Aufsichtsratsvorsitzenden gewählt. Das Amt des Rendanten übernahm zunächst ein Mitglied namens Beniers. Als Gerhard Smeets die Rendantur übernahm, wurde die Geschäftsstelle in sein Haus verlegt. 1939 übernahm Smeets Tochter Margarete die Geschäftsführung der Genossenschaft. Bis zur Einweihung des neuen Kassengebäudes im Jahr 1958 war die Geschäftsstelle im Haus der Familie Smeets untergebracht.

### Spar- und Darlehnskasse Kapellen
Am 13. März 1891 gründeten 24 Bürger aus Kapellen, Hamb und Achterhoek den Capellener Spar- und Darlehnskassen-Verein eGmuH. Erster Vereinsvorsteher wurde Peter Heinrich Polders, erster Vorsitzender des Aufsichtsrates Peter Johann Aengenheister. Die Geschäftsräume waren zunächst im Haus des Gastwirts Segerius Zieberts untergebracht, da der Sohn von Zieberts das Amt des Rendanten übernahm. Ein Jahr später bezog die Genossenschaft Räumlichkeiten im neu errichteten Nebenhaus. Hier blieben die Geschäftsräume bis 1924. Am 3. Februar 1924 wurde der Buchhalter Peter Lauber zum neuen Rendanten gewählt. Das Kassenlokal wurde in das Kirchhaus an der Lange Straße/Ecke Feldstraße, in dem auch der Rendant wohnte, verlegt. Mit der Annahme eines neuen Statuts im Jahr 1926 wurde der Name der Genossenschaft in Spar- und Darlehnskasse eGmuH Kapellen geändert. 1927 erwarb die Genossenschaft das Haus an der Langen Straße und errichtete dort ein Bankgebäude mit einer Wohnung für den Rendanten. 1954 legte Lauber sein Amt nieder und sein Sohn Franz übernahm die Geschäftsführung der Genossenschaftsbank. Franz Lauber übte dieses Amt bis 1988 aus.
Die Kreditgenossenschaft war neben elf weiteren Kreditgenossenschaften an der Gründung des Rheinischen Revisionsverbandes in Kempen sowie an der Zentralkasse, dem Rheinischen Bauern-Creditverein eGmbH, beteiligt.

### Spar- und Darlehnskasse Vernum eGmbH zu Hartefeld
Am 1. Juni 1893 gründeten 37 Bürger aus Vernum und Hartefeld den Spar- und Darlehnskassenverein Vernum eGmuH zu Hartefeld. Erster Vorsitzender wurde Theodor Leurs, Ackerer. Lehrer Joseph Schmidt übernahm das Rendantenamt. 1921 wurde er von Theodor Soesters abgelöst. Später übernahm der Küster und Organist Bernhard Bereths die Geschäftsführung. Daraufhin verlegte man die Geschäftsstelle in die alte Kaplanei. 1969 hatte die Genossenschaft 271 Mitglieder.

### Spar- und Darlehnskasse Veert
Der Spar- und Darlehnskassen-Verein eGmuH in Veert wurde am 11. Dezember 1910 gegründet. Die Genossenschaft nahm am 20. Januar 1911 ihren Geschäftsbetrieb auf. Zu diesem Zeitpunkt hatte die Genossenschaft 51 Mitglieder. Das Amt des Rendanten übernahm Matthias Pottbecker. Als Pottbecker 1924 verstarb, übernahm der Hauptlehrer Wilhelm Esser das Amt. Erster Aufsichtsratsvorsitzender war der Pfarrer Schepper. Jakob Blix war von 1910 bis 1917 Vorsitzender des Vorstandes, Heinrich Staudt von 1917 bis 1940.
Zwischen 1950 und 1956 war die Kasse im Haus der Familie Pauels untergebracht, nachdem Hubert Pauels jun. die Geschäftsführung übernommen hatte. 1954 stellte man eine Bürokraft ein. Zwei Jahre später siedelte die Geschäftsstelle in das neue Haus von Pauels um. 1961 konnte die Genossenschaft einen eigenen Neubau beziehen. 1971 lehnten die Genossen eine Fusion mit der Spar- und Darlehnskasse Issum-Kapellen-Hartefeld zunächst ab.

### Volksbank Walbeck eG
Am 31. März 1895 gründeten 26 Walbecker in der Gaststätte Allofs eine Kreditgenossenschaft. Unter den Gründungsmitgliedern waren die Schuhfabrikanten Peter Eyckmann, Barthel Eyckmann, Johann Koppers, Wilhelm Koppers und Hermann Janssen, sechs Ackerer, zwei Kleinhändler, zwei Maurer, ein Metzger, ein Radmacher, ein Brauschreiner, ein Pliesterer, ein Schuster, ein Küster, ein Bäcker, ein Postagent, ein Kupferschmied, ein Lehrer sowie ein Gastwirt. Den Vorsitz bei der Gründungsversammlung führte Eduard Leenen, damals einziger Großgrundbesitzer in Walbeck und Bruder des Bürgermeisters Joh. Ludwig Leenen. Der Lehrer Wilhelm Oppenberg wurde zum Rendanten gewählt. Nach dem ersten Geschäftsjahr hatte die Genossenschaft 63 Mitglieder.
Am 9. Oktober 1920 eröffnete die Kreissparkasse Geldern in Waldeck eine Annahmestelle. Die Leitung übernahm der Kirchenrendant Theodor Janssen. 1927 wurde die Annahmestelle in eine Zweigstelle umgewandelt. Die Genossenschaft, für die die Annahme- bzw. Zweigstelle der Kreissparkasse eine Konkurrenz darstellte, behielt zunächst die Tradition bei, das Kassenlokal im Privathaus des jeweiligen Rendanten einzurichten. 1957 errichtete die Genossenschaft das erste eigene Bankgebäude, das 1968 erweitert wurde. Bereits 1953 hatte man das ehrenamtliche Rendantenamt aufgegeben und einen hauptamtlichen Geschäftsführer eingesetzt. Damit legte Heinrich Leenen nach 33-jähriger Tätigkeit sein Amt nieder und Hans Eyckmann wurde als erster hauptamtlicher Geschäftsführer eingestellt. Er leitete bis 1988 die Geschäfte. 1970 bilanzierte die Genossenschaft rund 14 Mio. DM. 1976 übernahm die Walbecker Genossenschaft, die seit 1975 als Volksbank eG firmierte, die Spar- und Darlehnskasse Pont, die zum Zeitpunkt der Fusion ein Bilanzvolumen von ca. 10 Mio. DM hatte. Nach der Fusion belief sich die Bilanzsumme auf ca. 42 Mio. DM. 1985 erreichte die Bilanzsumme eine Höhe von 125 Mio. DM. 100 Jahre Volksbank Walbeck. 1895–1995.
Die Spar- und Darlehnskasse Pont wurde am 18. Dezember 1900 von 20 Pontern gegründet. Der Vorstand bestand u. a. aus Gerhard Mertens (Vorsitzender) und Hermann Deselaers (Stellvertreter). Theodor Elspaß stand dem Aufsichtsrat vor. Das Amt des Rendanten übernahm der Lehrer Holzschneider. 1923 hatte die Genossenschaft 77 Mitglieder. 1958 bezog die Kasse Räume im Haus des Rendanten Theodor Büsch. 1963 begann man schließlich mit dem Bau eines eigenen Kassengebäudes an der Dorfstraße.

### Volksbank Goch-Kevelaer eG
Im Geschäftsgebiet der ehemaligen Volksbank Goch-Kevelaer eG waren es die Bürger von Uedem, die mit der Gründung der Uedemer Bank 1885 das erste genossenschaftliche Kreditinstitut der Umgebung gründeten. In den folgenden Jahren erfolgten weitere 13 Gründungen. Die jüngste dieser Gründungen war die Volksbank Niederrhein eG im Jahr 1956.
Die Weezer Volksbank eGmbH, welche am 9. Dezember 1894 als Spar- und Darlehnskasse gegründet wurde und in den 1920er Jahren in Weezer Volksbank eGmuH (ab 1964: eGmbH) umbenannt wurde, übernahm im Laufe der Jahre mehrere Nachbargenossenschaften, wodurch schließlich die Volksbank Goch-Kevelaer entstand. Bei der Gründung traten der Genossenschaft bereits 130 Mitglieder bei. Graf Friedrich von Loe wurde zum ersten Vorsitzenden und der Bauer Lambert van Doornick zu dessen Stellvertreter gewählt. 75 Jahre Weezer Volksbank eGmbH Weeze/Niederrhein. 1894–1969, o. O. o. J. Gemeindearchiv Weeze: Mitgliederliste der Spar- und Darlehnskasse Weeze, 1894–1914
1970 übernahm die Weezer Volksbank eGmbH die Spar- und Darlehnskasse Kevelaer (gegr. 1895), die Spar- und Darlehnskasse Wetten (gegr. 1897) sowie die Spar- und Darlehnskasse Winnekendonk (gegr. 1894), die 1967 die Spar- und Darlehnskasse Kervenheim (gegr. 1904) übernommen hatte. Mit der Fusion von 1970 firmierte die Volksbank Weeze in Volksbank Kevelaer um. 1981 übernahm die Volksbank Kevelaer eG die Spar- und Darlehnskasse Twisteden eG (gegr. 1900). 1990 fusionierte die Volksbank Kevelaer eG mit der Volksbank Goch-Uedem eG. Nach der Fusion führte die Genossenschaftsbank den Namen Volksbank Goch-Kevelaer eG. 1990 hatte die Volksbank Goch-Kevelaer eG 9.471 Mitglieder. Die Zahl der Mitglieder stieg bis 1993 auf 10.760. Die Bilanzsumme entwickelte sich im gleichen Zeitraum von 573.638.000 DM auf 738.455.000 DM.
Die Volksbank Goch-Kevelaer eG hatte vor der Fusion mit der Volksbank Gelderland eG neben ihrer Hauptstelle in Kevelaer zehn weitere Geschäftsstellen, u. a. in Asperden, Goch, Uedem und Weeze. Von der Spar- und Darlehnskasse Louisendorf zur Voba Goch-Kevelaer.
Die Volksbank Goch-Uedem eG ging aus einer Vielzahl von Fusionen hervor. 1986 fusionierten die Uedemer Bank eG (gegr. 1885) und die Volksbank Goch eG zur Volksbank Goch-Uedem eG. Es ist davon auszugehen, dass bei allen Verschmelzungen, die als Ergebnis schließlich die Volksbank Goch-Uedem eG hatten, die 1906 gegründete Spar- und Darlehnskasse Goch der übernehmender Fusionspartner war. Die 1906 gegründete Genossenschaft fusionierte zunächst im Jahr 1970 mit der Spar- und Darlehnskasse Keppeln-Louisendorf-Pfalzdorf. 1974 folgte die Fusion mit der Volksbank Niederrhein eG. Zeitgleich firmierte die Genossenschaft in Volksbank Goch eG um. 1976 übernahm die Volksbank Goch eG die Spar- und Darlehnskasse Hassum-Asperden eG, welche vermutlich aus der 1895 gegründeten Spar- und Darlehnskasse Hassum hervorging und 1970 die Spar- und Darlehnskasse Asperden (gegr. 1897) übernahm. Die Volksbank Goch-Uedem.
Die Spar- und Darlehnskasse Keppeln-Louisendorf-Pfalzdorf geht vermutlich auf die 1897 gegründete Spar- und Darlehnskasse Keppeln zurück. Diese übernahm 1955 zunächst die Spar- und Darlehnskasse Louisendorf (gegr. 1922) und firmierte daraufhin in Spar- und Darlehnskasse Keppeln-Louisendorf um. 1965 übernahm sie schließlich die Spar- und Darlehnskasse Pfalzdorf (gegr. 1895), wodurch die Firmierung Spar- und Darlehnskasse Keppeln-Louisendorf-Pfalzdorf entstand.

## Gesellschaftliches Engagement
Jedes Jahr unterstützt die Volksbank an der Niers soziale, kulturelle und sportliche Projekte von Vereinen, Bildungseinrichtungen und anderen Institutionen.